# Otto panorami di Omi
Gli "otto panorami di Omi" (近江八景?, Ōmi Hakkei) si riferiscono ad alcune serie di 8 stampe artistiche su legno del genere ukiyo-e, tipico della xilografia giapponese. I dipinti hanno come soggetti panorami descritti come i più belli della zona meridionale della Provincia di Omi, che corrisponde all'attuale Prefettura di Shiga, in Giappone. Molte furono le serie di dipinti su questi paesaggi che svariati pittori realizzarono nel periodo Edo (1603-1868), quando si diffuse nel paese la tecnica ukiyo-e.

## Storia
Le opere furono ispirate dalle Otto vedute su Xiao e Xiang, decantati e dipinti nella Cina imperiale del tempo della Dinastia Song (960-1279) e della Dinastia Yuan (1271-1368). Gli annali cinesi attribuiscono i primi dipinti a Song Di (c. 1067-c. 1080), ma i più antichi fra quelli oggi esistenti sono quelli di Wang Hong (attivo tra il 1131 e il 1161), custoditi nella collezione dell'Università di Princeton. Nella prima metà del XVI secolo, il principe letterato giapponese Konoe Masaie (1444-1505) ed il figlio Konoe Naomichi si ispirarono a tali opere cinesi per scrivere dei poemi che glorificavano i paesaggi del lago Biwa. Tali scritti avrebbero a loro volta ispirato la realizzazione delle stampe giapponesi due secoli dopo.
I primi artisti che li dipinsero furono Nishimura Shigenaga (1697-1756) ed i suoi contemporanei, che riproposero fedelmente le descrizioni dei Konoe. Furono queste le prime stampe su legno nella storia dell'arte giapponese, un fenomeno che si sarebbe rapidamente diffuso. I pittori della generazione successiva, tra i quali Isoda Koryūsai (1735-1790), iniziarono a personalizzare i paesaggi e ad alterare le descrizioni originali. Tra i maggiori artisti che immortalarono i paesaggi vi fu Hiroshige Utagawa (1797-1858), un pittore ukiyo-e di Edo (l'odierna Tokyo) del XVIII secolo, che dipinse almeno venti serie degli otto panorami di Omi.
Talvolta le stampe sono erroneamente chiamate "otto panorami del lago Biwa", ma il governo della Prefettura di Shiga ha decretato nel 1949 che questi ultimi siano da ritenere dipinti diversi da quelli originali di Omi. L'errore è giustificato dal fatto che Omi è anche l'antico nome del lago, presente in 7 delle 8 stampe. Una delle serie chiamate "otto panorami del lago Biwa" è quella del maestro di Kyoto Soga Shohaku (1730–1781), eseguita con inchiostro su tavole, che si trova oggi al Metropolitan Museum of Art di New York.

## Gli otto panorami
- La luna autunnale vista da Ishiyama (石山の秋月) – Il tempio di Ishiyama si trova su una piccola collina vicino al fiume Seta. Si dice che Murasaki Shikibu abbia iniziato a scrivere nel tempio il suo Genji monogatari, uno dei capolavori della letteratura giapponese, in una notte di luna piena dell'agosto 1004.[3]
- Lo splendore serale sul Seta (勢多（瀬田）の夕照) – Il ponte cinese sul fiume Seta, l'emissario naturale del lago, faceva parte della strada Tokaido. Sullo sfondo della stampa si vede il monte Mikamiyama. Vi sono oggi diversi ponti nella zona in cui ha inizio il Seta, e al posto di quello originale vi è un vecchio ponte in stile cinese.
- La brezza rinfrescante di Awazu (粟津の晴嵐) - Awazuhara è la pineta di Awazu che circonda il vecchio castello di Zeze riprodotto nella stampa, abbattuto al tempo dell'imperatore Meiji.
- Le barche a vela ritornano a Yabase (矢橋の帰帆) - Yabase è un vecchio porto sul lato orientale del lago Biwa da cui partivano le barche che collegavano la vicina strada del Tokaido alla città di Ōtsu. Cadde in disuso dopo l'inaugurazione del ponte ferroviario.
- La campana serale di Mii (三井晩鐘) - Il tempio buddhista Mii-dera fu eretto nell'VIII secolo, al suo interno vi è una delle "tre campane del Giappone". Le altre si trovano nei templi Byōdō-in di Uji e Jingo-ji di Kyoto.
- La pioggia serale di Karasaki (唐崎の夜雨) – Il santuario di Karasaki si trova in un piccolo promontorio del lago e davanti all'entrata vi è un pino, rimpiazzato diverse volte dai tempi di Hiroshige.
- Le oche selvatiche che tornano a casa a Katata (堅田の落雁) - Nella stampa si vede il tempio di Ukimido (letteralmente: tempio flottante), situato su un pontile che lo collega alla terraferma.
- La neve serale dei monti Hira (比良の暮雪) – I monti Hira formano una breve catena che separa la zona meridionale del lago da quella della vicina Kyoto, posta più ad ovest.

## Ukiyo-edi Hiroshige Utagawa
Di seguito una delle serie dei panorami dipinte da Hiroshige Utagawa con il sistema ukiyo-e:

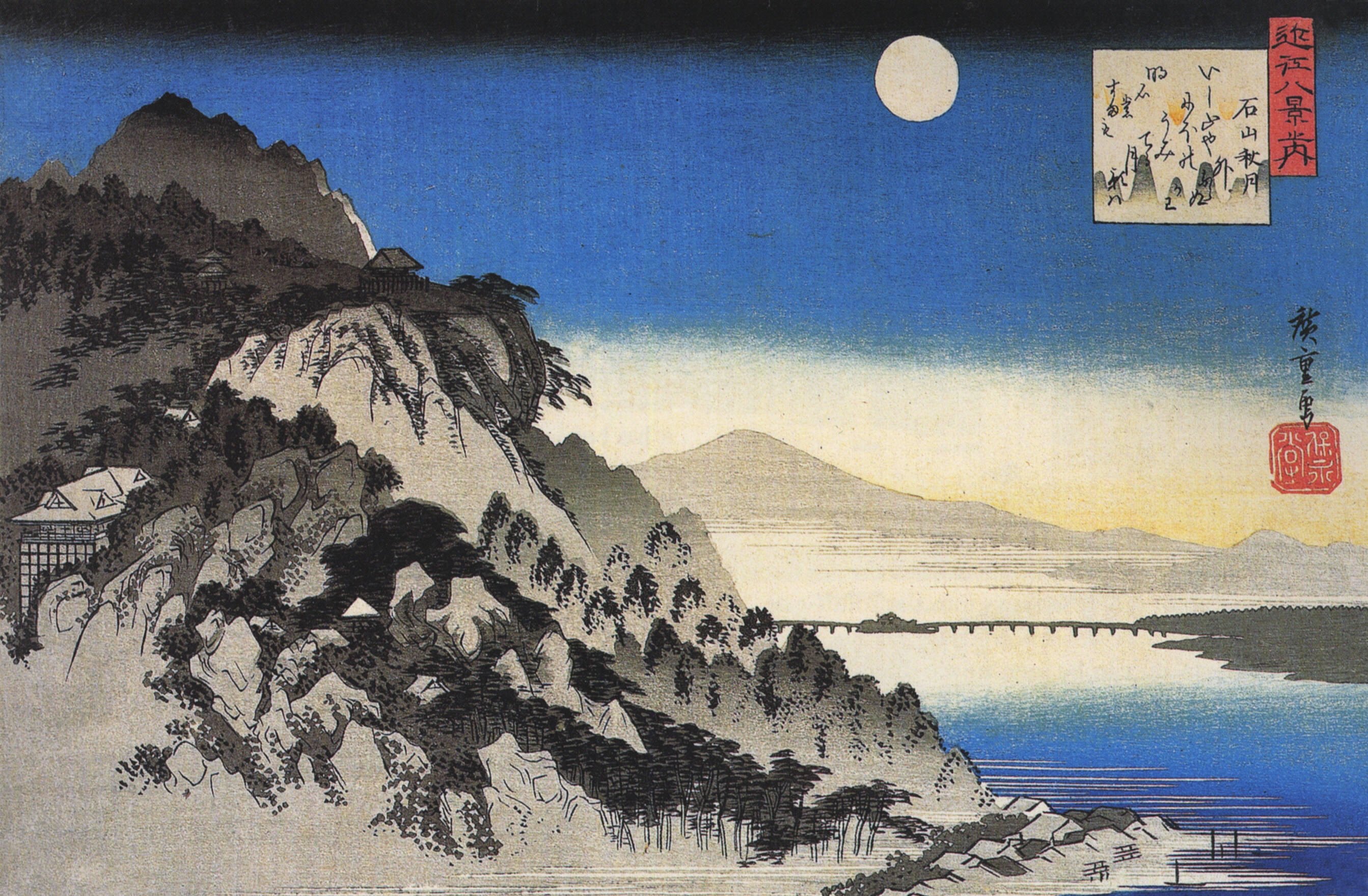
La luna autunnale vista da Ishiyama (石山秋月)
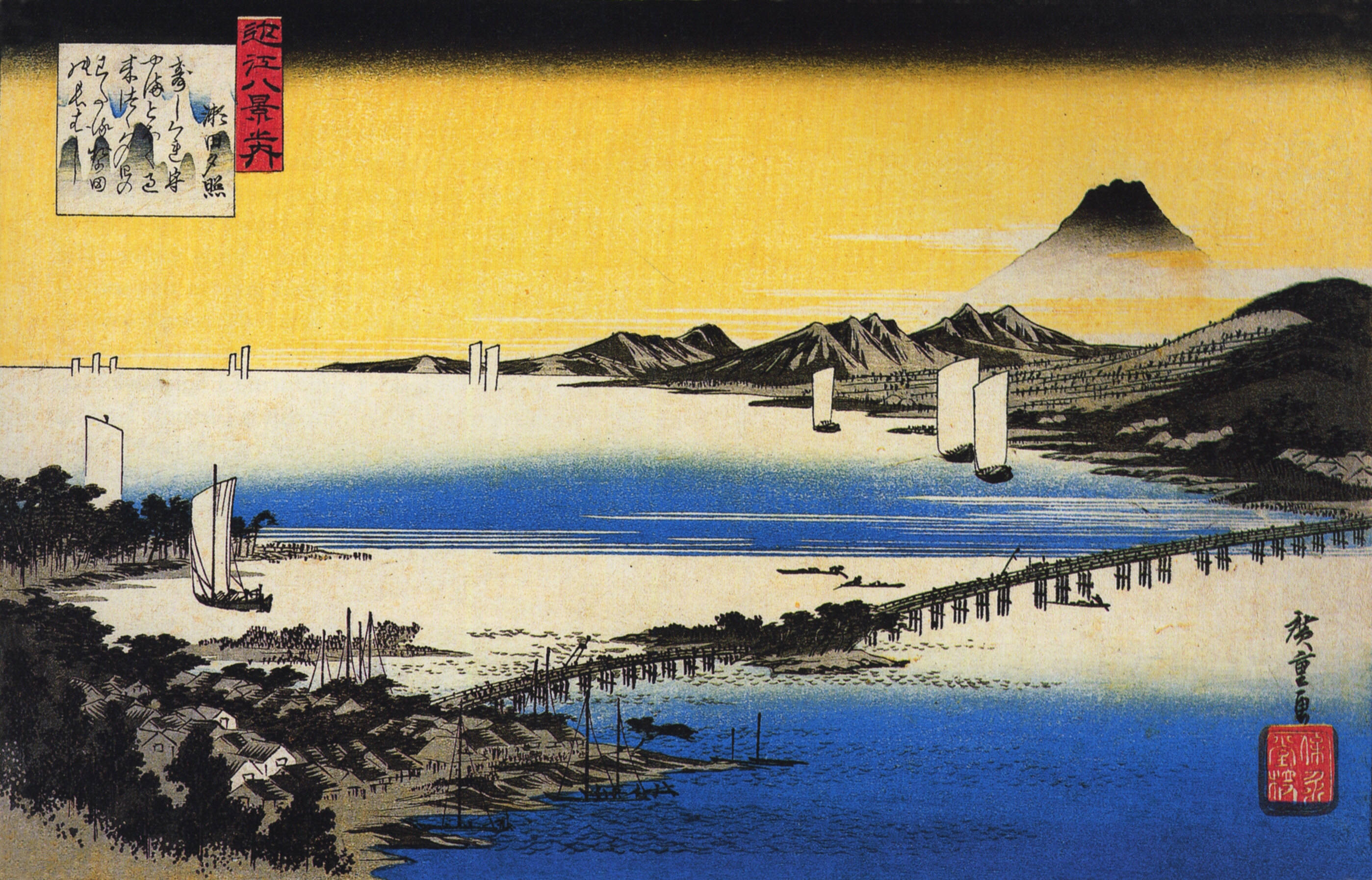
Lo splendore serale sul Seta (勢多夕照)
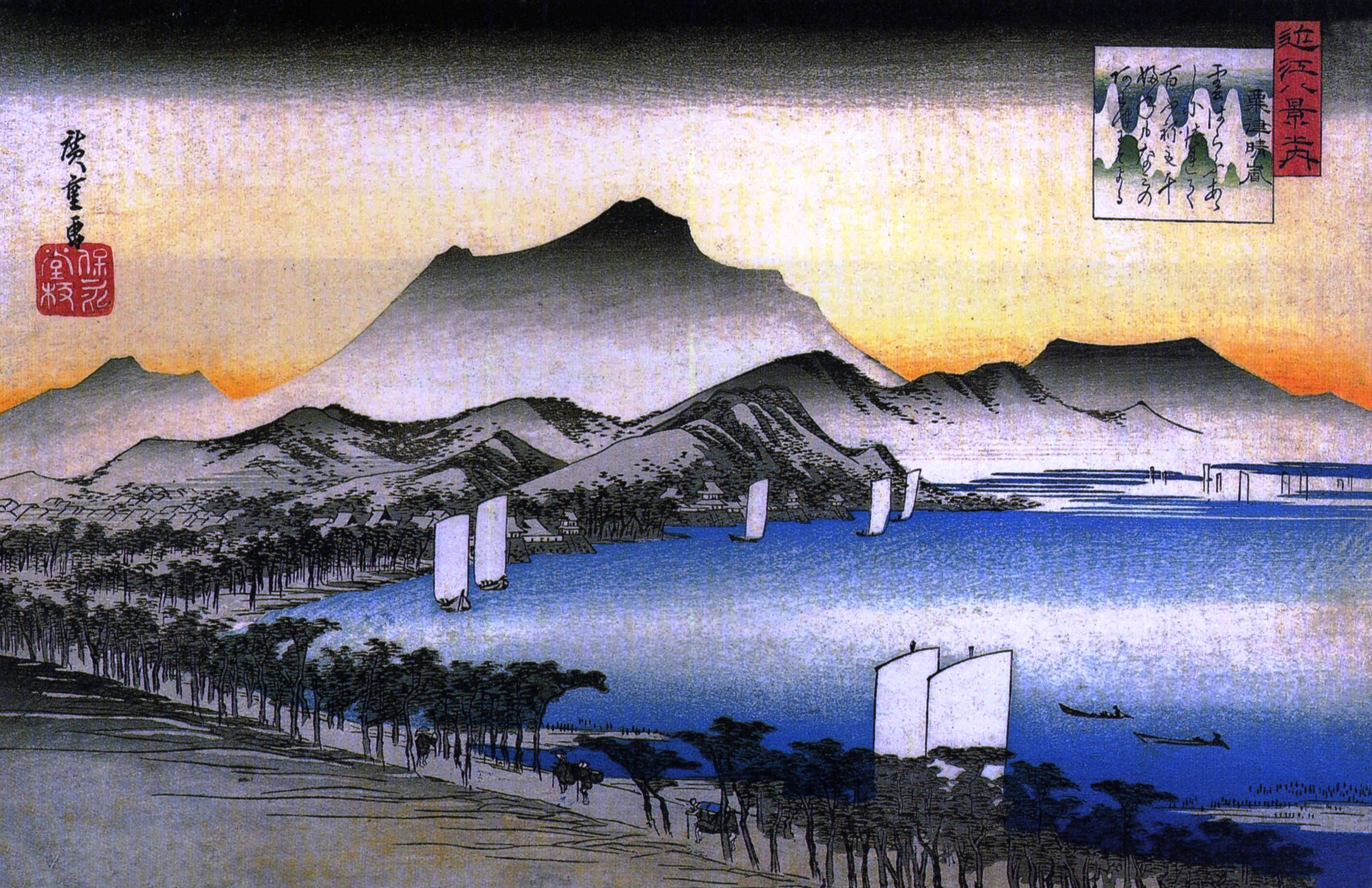
La brezza rinfrescante di Awazu (粟津晴嵐)
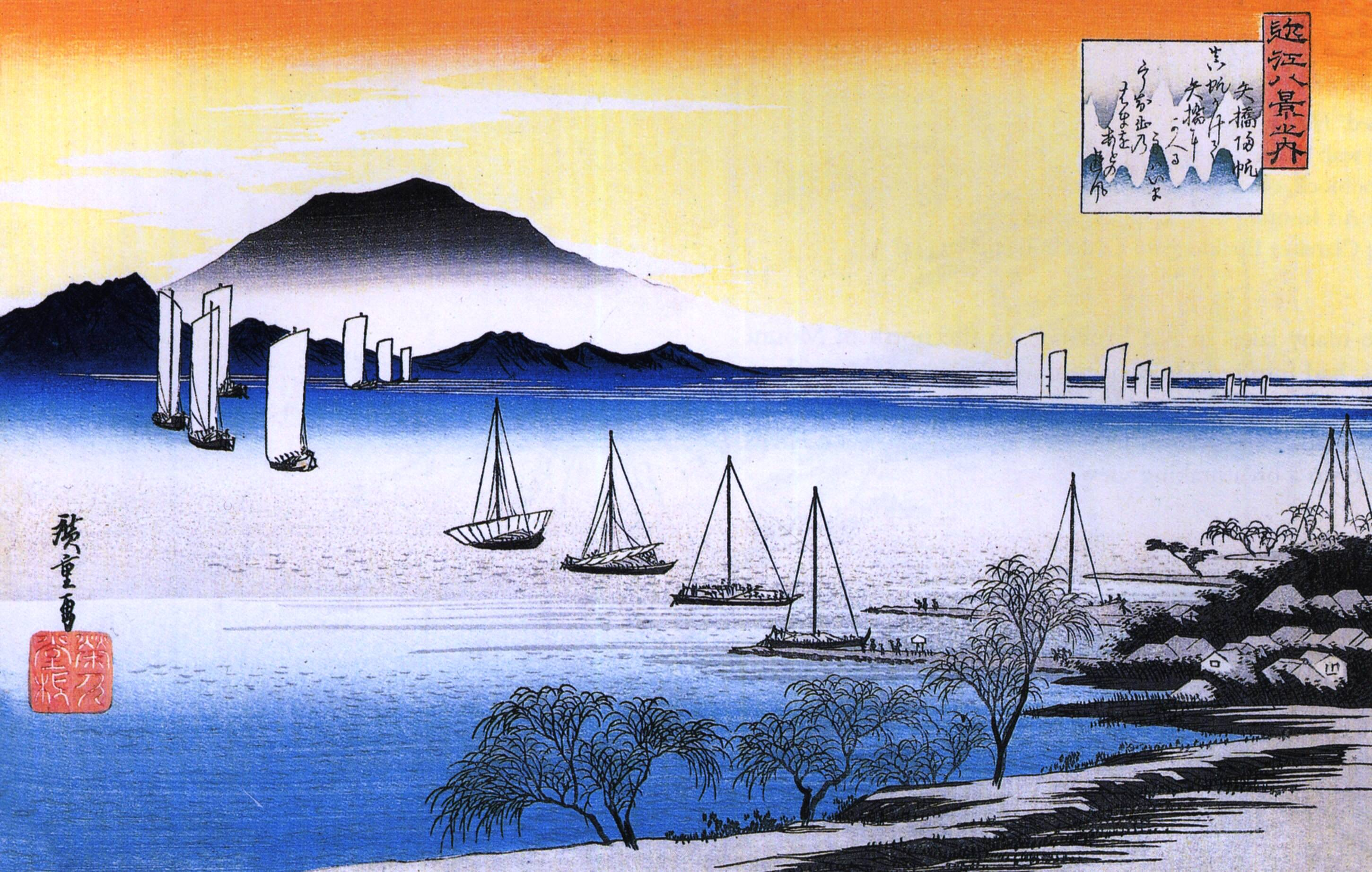
Le barche a vela ritornano a Yabase (矢橋帰帆)
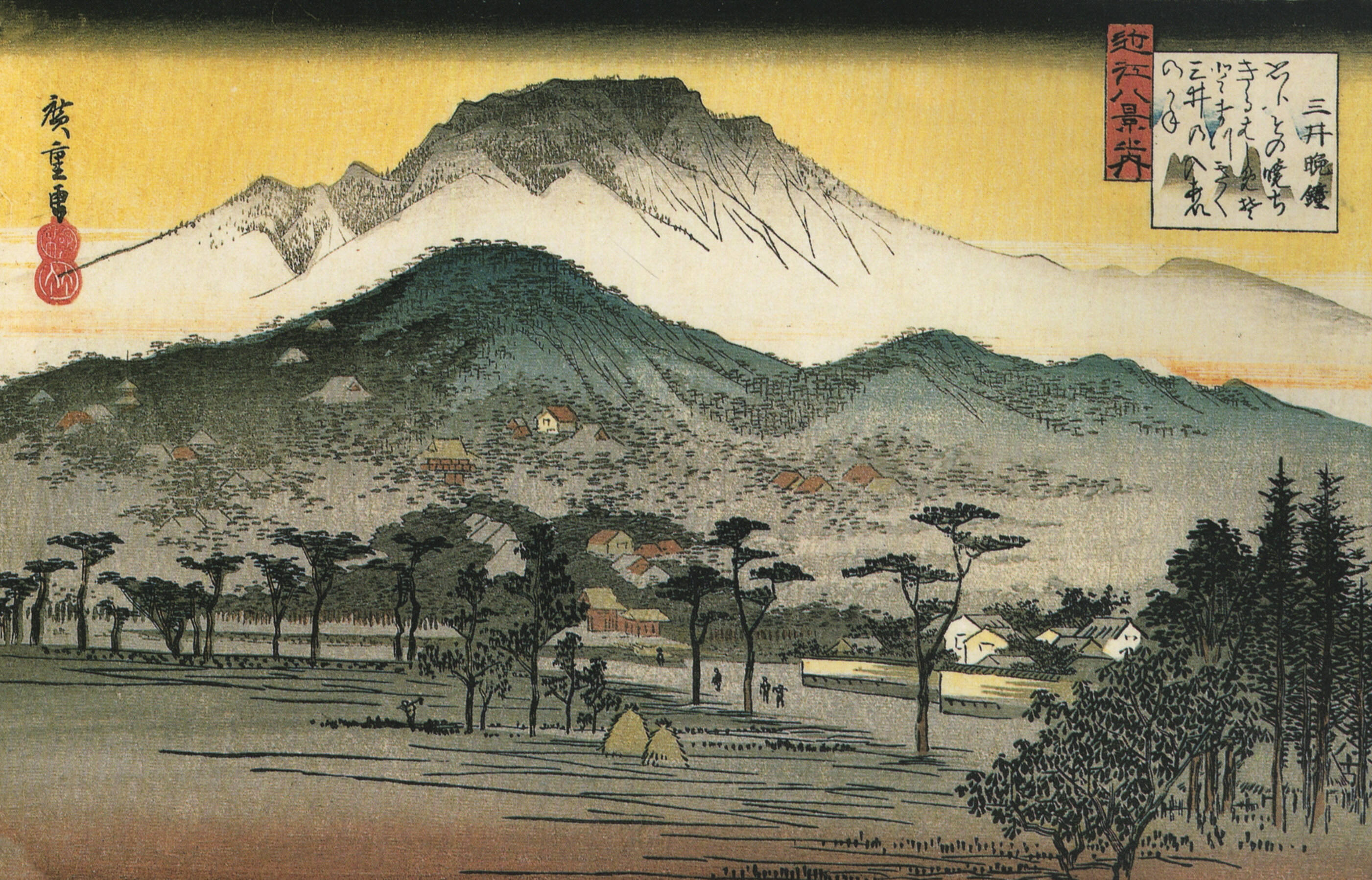
La campana serale di Mii (三井晩鐘)
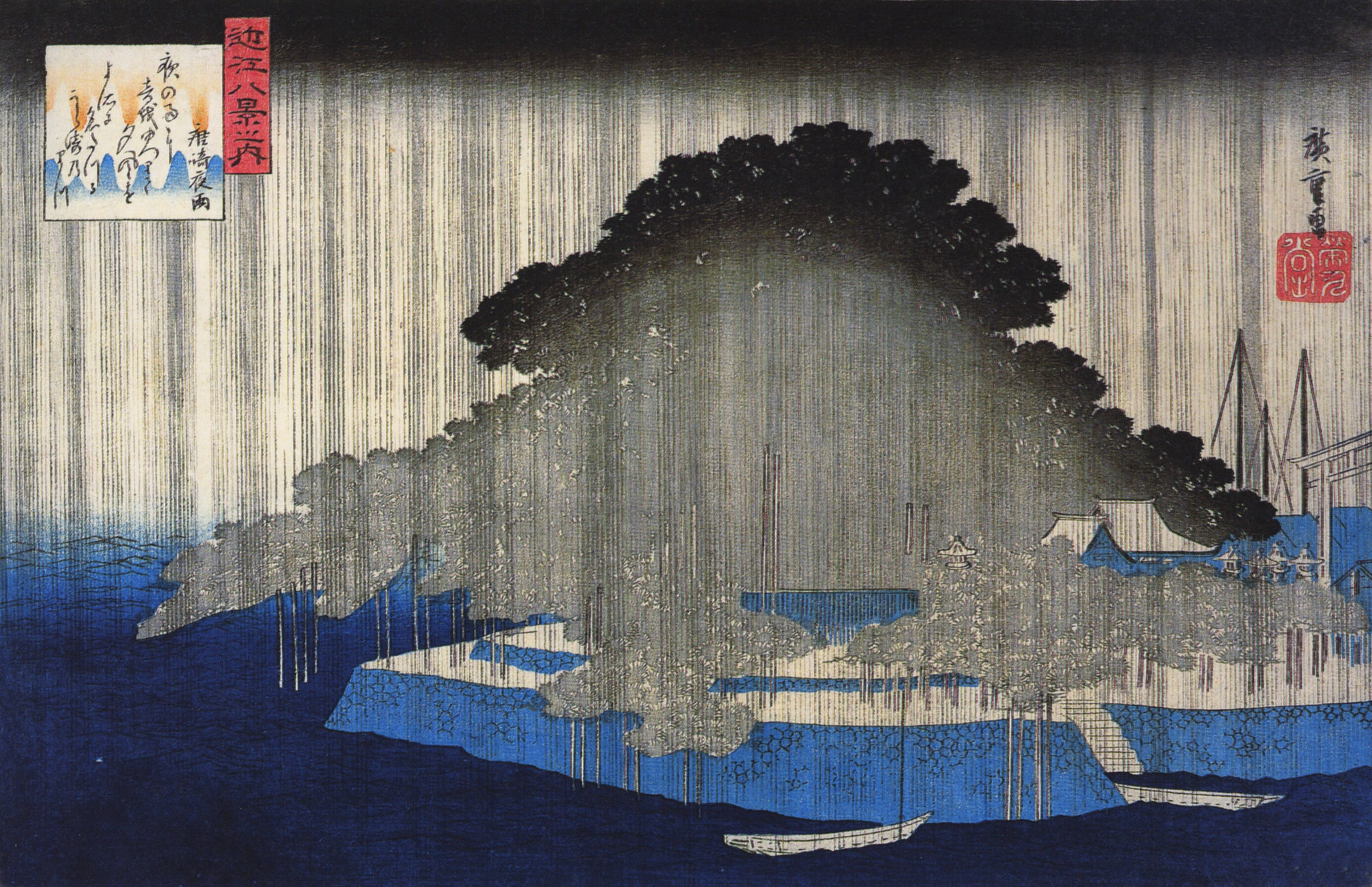
La pioggia serale di Karasaki (唐崎夜雨)
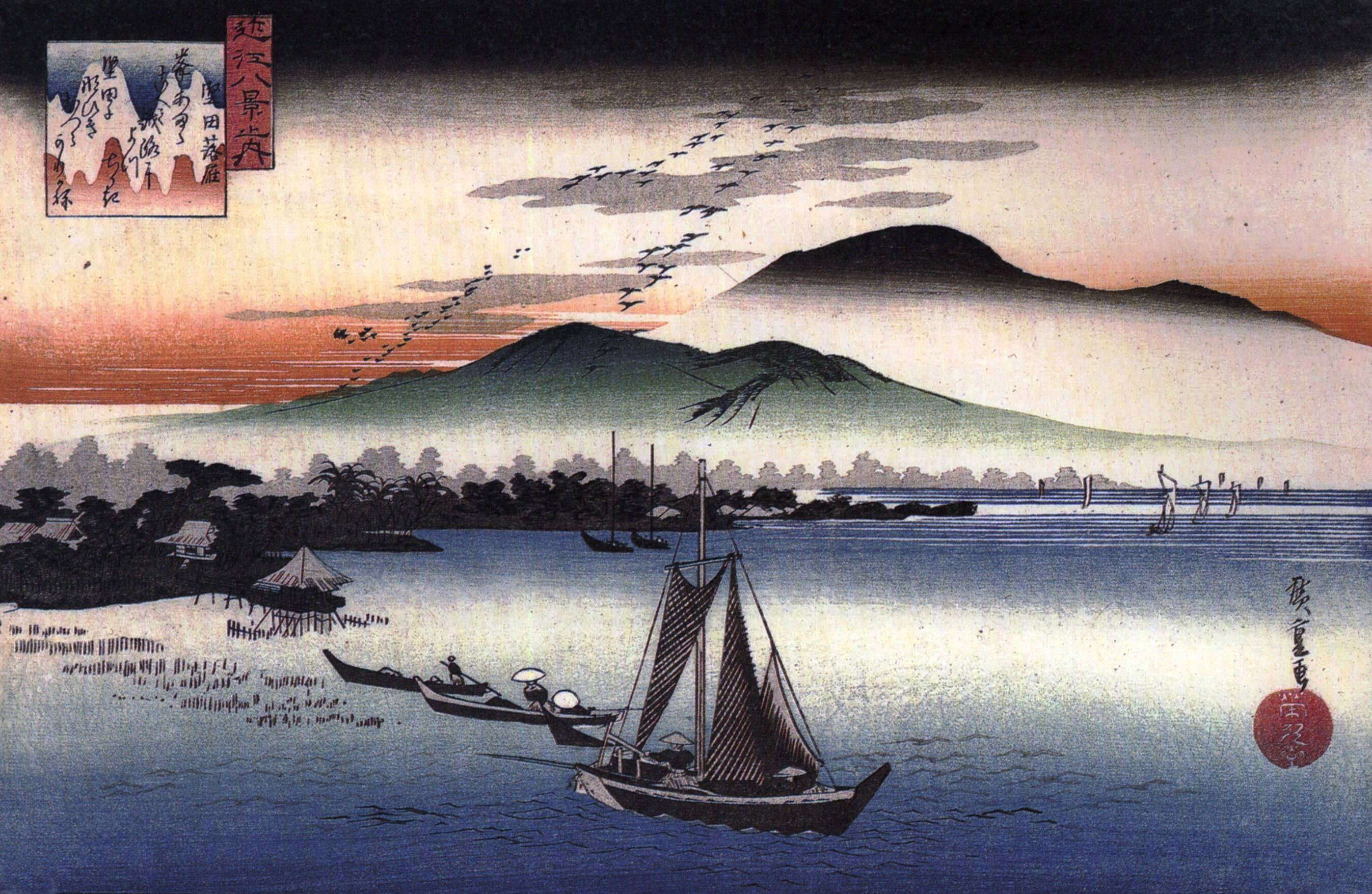
Le oche selvatiche che tornano a casa a Katata (堅田落雁)
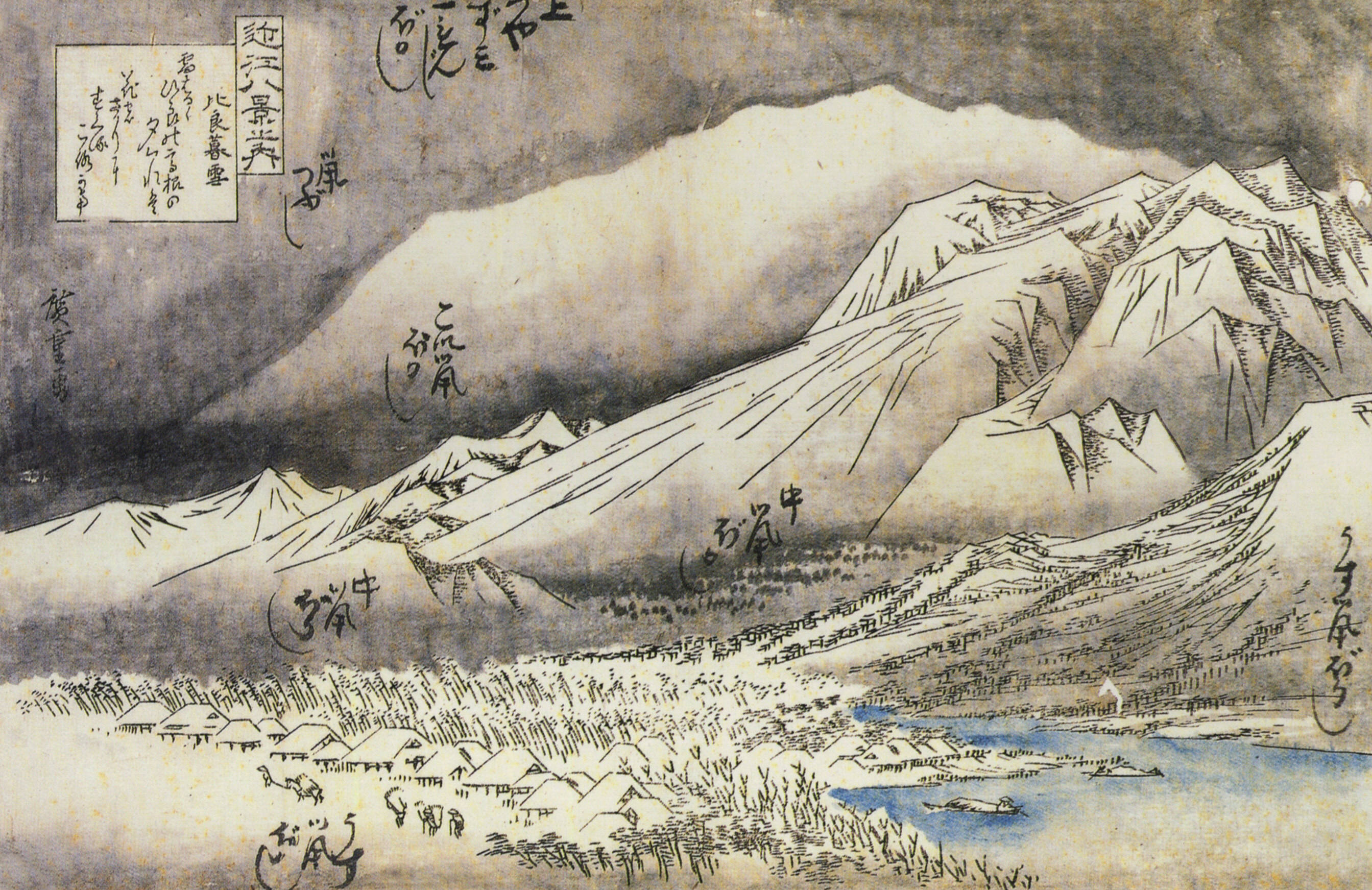
La neve serale dei monti Hira (比良暮雪)